# Rashida Bee

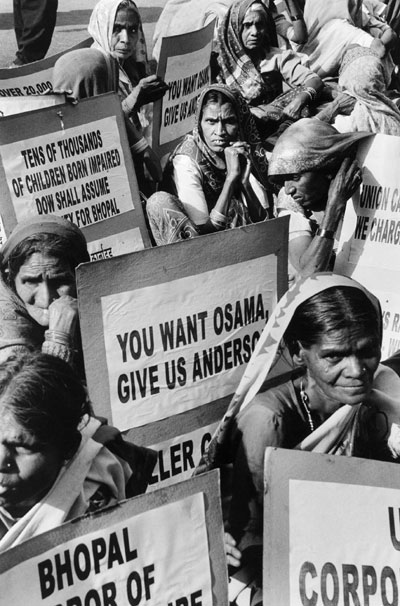
Manifestations à la suite de la catastrophe de Bohpal.

Rashida Bee est une activiste indienne. Elle a obtenu, avec Champa Devi Shukla, en 2004 le Prix Goldman pour l'environnement. Elles se sont toutes les deux battues pour faire condamner les responsables de la catastrophe de Bhopal.

## Biographie
Rashida Bee naît en Inde, en 1956. Elle s'est ensuite mariée à l'âge de 13 ans. Vers ses 28 ans, en 1984, la catastrophe de Bohpal a eu lieu, à cause de cela, Rashida a perdu cinq membres de sa famille. Depuis, elle souffre de divers problèmes. Elle est ensuite devenu une militante écologiste d'une campagne internationale pour la justice à Bhopal.  

## La catastrophe de Bohpal
La catastrophe de Bohpal a eu lieu dans la nuit du 2 au 3 décembre 1984, tuant plus de 8 000 habitants à cause d'une fuite de gaz toxique provenant de BGPMSKS (Bhopal Gas Peedit Mahila Stationery Karamchari Sangh). Mais 19 ans plus tard, en 2003, Bhopal continue à tuer, une dizaine de personnes meurent chaque mois des conséquences de cet accident. Encore aujourd'hui, des symptômes tels que la malformation congénitale, des retards de développement et des troubles cognitifs apparaissent sur les nouveau-nés. Certains naissent sans lèvres, sans nez ou sans oreilles.